# Перекрестовка (Роменский район)
Перекрестовка (укр. Перехрестівка) — село, Перекрестовский сельский совет, Роменский район, Сумская область, Украина.
Население по переписи 2001 года составляло 1163 человека.
Является административным центром Перекрестовского сельского совета, в который, кроме того, входят сёла Бойково, Зюзюки, Кашпуры, Кузьменково,Левондовка, Маляровщина, Алексеевка и Савойское.

## Географическое положение
Село Перекрестовка находится в 6-и км от города Ромны.
На расстоянии в 0,5 км расположены сёла Алексеевка и Маляровщина.
По селу протекает пересыхающий ручей с запрудой.
Рядом проходит автомобильная дорога Т-1913.

## История
Село указано на Большой карте Российской империи 1812 года для Наполеона

## Экономика
- ГП «Надия», Опытное хозяйство Сумского института агропромышленного производства УААН.[источник не указан 1525 дней]
- Роменская исправительная колония № 56.[источник не указан 1525 дней]
- Исследовательское хозяйство им. Ленина.[источник не указан 1525 дней]